# Peluca telefónica
«Peluca telefónica» es un tema compuesto y grabado por Charly García, Luis Alberto Spinetta y Pedro Aznar en 1982 como penúltimo track del álbum debut de García, Yendo de la cama al living.
El origen de la canción es confuso, incluso para los propios artistas, pues podría ser considerado como una zapada de parte de los músicos. Tal es así que en la presentación del álbum, en el estadio de Ferro en 1982, García y Aznar tuvieron que escuchar la pista grabada en el estudio para recordar como comenzaba.

Tiempo después, en una entrevista en 2012, Pedro reveló algunos detalles de su composición:

"Cuando Charly nos convocó a Luis y a mí, él tenía la musica de esta canción pero no la letra. Nos dijo 'hagamos la letra juntos'. ¿Para qué? Empezamos a decir payasadas, para ver quién decía la peor. En algunos momentos salieron cosas bonitas pero el 70% es un derrape..."

## Integrantes
- Charly García: voz, voces, piano electroacústico Yamaha CP-70

- Luis Alberto Spinetta: voz y guitarra eléctrica.

- Pedro Aznar: voz y bajo fretless.

- Willy Iturri: batería y percusión.